# Web Service Modeling Ontology
Die Web Service Modeling Ontology (WSMO) stellt ein Meta-Modell für die Web Service Modeling Language (WSML) dar.
Sie bildet die konzeptuelle Grundlage dafür und definiert eine formale Sprache, mit deren Hilfe es möglich ist, alle wichtigen Aspekte von Web Services semantisch zu beschreiben. Des Weiteren stellt sie eine Sprache für logische Ausdrücke und Regeln bereit. Sie dient also dazu, Semantic Web Services zu erstellen und zu ihrer Verbreitung beizutragen und trägt somit einen Teil zum Gelingen des Semantic Web bei.

## Elemente
Die vier Hauptelemente sind:
- Ontologies (Ontologien, die den Sprachraum für alle anderen WSMO-Elemente definieren)
- Web Services (Web Services, die Zugang zu bestimmten Funktionalitäten bereitstellen)
- Goals (Zielsetzungen des Clients beim Aufruf von Web Services)
- Mediators (Vermittler, die für die Interoperabilität zwischen WSMO-Elementen verantwortlich sind)